# Kurija Adamović-Hellenbach-Mikšić
Kurija Adamović-Hellenbach-Mikšić', rimokatolička građevina u mjestu Sveta Helena, općini Sveti Ivan Zelina.

## Opis
Kurija Adamovich-Hellenbach-Mikšić nalazi se na osami uz rub naselja Sveta Helena. Sagrađena je na temeljima starijeg dvorca stradalog u potresu 1880. To je prizemnica tlocrtno u obliku slova H zaključena dvostrešnim krovištem. Sastoji se od izduženog središnjeg trakta i poprečno položenih te zabatno završenih krila. Neostilski elementi najočitiji su na eksterijeru: niz slijepih arkadica ispod krovnog vijenca, ugaona rustika izvedena u gruboj žbuci i dr. Unutrašnje prostorije imaju drvene grednike s vrijednim izrezbarenim i oslikanim medaljonima. Planski oblikovan perivoj s početka 19. stoljeća uništen je 1946. Jedna je od značajnijih kurija zelinskog kraja.

## Zaštita
Pod oznakom Z-3831 zavedena je kao nepokretno kulturno dobro - pojedinačno, pravna statusa zaštićena kulturnog dobra, klasificirano kao "sakralna graditeljska baština".